# The Beach Boys Love You
The Beach Boys Love You" je enaindvajseti album ameriške glasbene skupine The Beach Boys. Izšel je leta 1977 pri založbi Brother Records.

## Seznam skladb
1. "Let Us Go On This Way" - 1:58
2. "Roller Skating Child" - 2:17
3. "Mona" - 2:06
4. "Johnny Carson" - 2:47
5. "Good Time" - 2:50
6. "Honkin' Down the Highway" - 2:48
7. "Ding Dang" - 0:57
8. "Solar System" - 2:49
9. "The Night Was So Young" - 2:15
10. "I'll Bet He's Nice" - 2:36
11. "Let's Put Our Hearts Together" - 2:14
12. "I Wanna Pick You Up" - 2:39
13. "Airplane" - 3:05
14. "Love Is a Woman" - 2:57